# Ichneumon hiemalus
Ichneumon hiemalus är en stekelart som beskrevs av Cresson 1877. Ichneumon hiemalus ingår i släktet Ichneumon och familjen brokparasitsteklar. Inga underarter finns listade i Catalogue of Life.